# تشارلز ه تاتل
تشارلز ه تاتل (بالإنجليزية: Charles H. Tuttle) (و. 1879 – 1971 م) هو محام من الولايات المتحدة الأمريكية .
وهو عضو في الحزب الجمهوري .

## التعليم
تعلم في جامعة كولومبيا.